# Wilhelm von Lossow
Wilhelm Otto Ludwig von Lossow (* 30. Oktober 1892 in Hof; † 1975) war ein deutscher Oberleutnant zur See der Kaiserlichen Marine, Kapitän zur See der Kriegsmarine und Journalist.

## Leben

### Herkunft
Wilhelm von Lossow entstammte dem Adelsgeschlecht derer von Lossow. Er war ein Sohn des späteren Kaufmanns Ludwig von Lossow (1843–1918) und von Hermine, geb. Seidel (1858–1905).

### Werdegang
Wilhelm von Lossow besuchte ein Humanistisches Gymnasium und trat am 1. April 1911 in die Kaiserliche Marine ein. Später diente er bis August 1914 als Leutnant zur See (Beförderung zum 3. August 1914) und Funkentelegraphieoffizier auf der Preußen. Er kam dann als Adjutant und Funkentelegraphieoffizier bis Januar 1916 auf die Lübeck. Anschließend wurde er zur Marine-Luftschiff-Abteilung kommandiert und war hier bis März 1917 Wachoffizier auf LZ 88 und SL 14. Bis Januar 1918 war er Adjutant im Stab des Marine-Luftschiffleiters Ost. Am 26. April 1917 war er zum Oberleutnant zur See befördert worden. Bis Kriegsende war er erst Lehrer und dann Leiter der Funkentelegaphieschule. Bis August 1916 wurde ihm u. a. das Eiserne Kreuz II. Klasse, das Königlich Bayerische Militärverdienstkreuz 2. Klasse und das Lübeckische Hanseatenkreuz verliehen. Am 6. November 1919 wurde er aus der Marine verabschiedet.
Nach dem Krieg war er als Kaufmann, u. a. in einem Textilwerk in Hof, tätig. Nachdem er sich der Schriftstellerei zugewandt hatte, wurde er Redakteur der Münchener Neuesten Nachrichten und war hier ab 1929 Nachfolger des verstorbenen Konteradmirals a. D. Waldemar Vollerthun. Als Auslandskorrespondent war er, bevor er nach Deutschland zurückgerufen wurde, bis 1930 für unterschiedliche Zeitschriften in Istanbul tätig. Zurück in Deutschland war er bis 1934 erneut bei den Münchener Neuesten Nachrichten. 1933 wurde er anstelle des verhafteten Erwein von Aretin Ressortleiter für Innenpolitik der Zeitung und war ein Jahr später Leiter der „Deutschen Politik“. Er kehrte 1934 als Korrespondent nach Istanbul zurück, wurde aber als Offizier bereits 1935 reaktiviert.
Im Zweiten Weltkrieg war er als Seeoffizier in der Kriegsmarine tätig und war hier später bis Juni 1940 Admiralstabsoffizier beim KMD Hamburg. Anschließend kam er als Generalreferent in die Abteilung A II c in das OKM und blieb hier bis Oktober 1943. Am 1. Juli 1942 war er Kapitän zur See geworden. Als im November 1943 in Stralsund, ab April 1944 in Wien-Kuchelau, die 2. Annahmestelle für Offiziersbewerber der Kriegsmarine eingerichtet wurde, wurde von Lossow Leiter der Stelle und blieb dies bis Kriegsende.
Nach Kriegsende war er Landessekretär der FDP und war ab 1947 wieder als Journalist tätig. 1953 war er Korrespondent der Westdeutschen Allgemeinen Zeitung und des Hamburger Abendblattes für Bayern. Er war u. a. stellvertretender Vorsitzender des Ausschusses für Publizistik der UNESCO und Ehrenvorsitzender des Vereins Auswärtige Presse.

### Familie
Am 21. Juli 1917 heiratete er in Hof Helene Brunner (* 1895).